# Siemion Arałow
Siemion Iwanowicz Arałow (ros. Семён Ива́нович Ара́лов; ur. 18 grudnia?/30 grudnia 1880 w Moskwie, zm. 22 maja 1969 tamże) – pułkownik, starszy oficer wywiadu wojskowego. Pierwszy szef (1918–1919) Zarządu Rejestracyjnego (Registrupru) – wywiadu Armii Czerwonej.

## Życiorys
Ukończył Moskiewską szkołę Handlową im. K. Mazinga. W latach 1902–1903 służył w rosyjskiej armii. Od 1903 członek SDPRR. Od 1904 do 1905 ponownie w armii, otrzymał stopień chorążego. Od 1906 studiował wieczorowo w Moskiewskim Instytucie Handlowym i od lipca 1914 do stycznia 1918 po raz kolejny w armii rosyjskiej, awansował na sztabs-kapitana.
W 1918 roku wstąpił do RKP(b).
Od 28 lutego 1918 kierował Wydziałem Operacyjnym Sztabu Moskiewskiego Okręgu Wojskowego, od 11 maja do września 1918 był szefem Wydziału Operacyjnego Ludowego Komisariatu Spraw Wojskowych i Morskich RFSRR. W maju 1918 został członkiem Kolegium Ludowego Komisariatu Spraw Wojskowych RFSRR. Od 30 września 1918 do 8 lipca 1919 był członkiem Rewolucyjnej Rady Wojskowej Republiki, od 24 października 1918 do 15 czerwca 1919 był komisarzem Sztabu Polowego tej rady.
Od 5 listopada 1918 do czerwca 1919 był szefem Zarządu Rejestracyjnego Armii Czerwonej (Registrupr) – pierwszej zorganizowanej komórki wywiadu Armii Czerwonej.
Od 13 czerwca 1919 do 1 grudnia 1920 członkiem Rewolucyjnej Rady Wojskowej 12 Armii Frontów Zachodniego, Południowego i Południowo-Zachodniego. Od 18 do 29 lipca 1919 był członkiem Rewolucyjnej Rady Wojskowej 14 Armii. W grudniu 1920 był członkiem Rewolucyjnej Rady Wojskowej Frontu Południowo-Zachodniego.
Od stycznia do marca 1921 był członkiem Rewolucyjnej Rady Wojskowej Ukraińskiego Okręgu Wojskowego, jednocześnie zastępcą dowódcy tego okręgu.
Od maja 1921 do 1922 był posłem (polpred) RFSRR na Litwie, od 5 stycznia 1922 do 27 kwietnia 1923 posłem RFSRR/ZSRR w Turcji (listy uwierzytelniające wręczył 31 stycznia 1922). Od 28 maja 1923 do 21 marca 1925 był posłem ZSRR na Łotwie.
Od kwietnia 1925 do 1927 był pełnomocnikiem przy Radzie Komisarzy Ludowych RFSRR i członkiem Kolegium Ludowego Komisariatu Spraw Zagranicznych ZSRR.
Od 30 grudnia 1926 do 1927 był przedstawicielem Rady Komisarzy Ludowych przy Rządzie Chin, następnie do 5 stycznia 1932 członkiem Prezydium Najwyższej Rady Gospodarki Narodowej ZSRR i przewodniczącym spółki akcyjnej „Eksportles”. W latach 1932–1937 był członkiem Kolegium Ludowego Komisariatu Finansów ZSRR, następnie do 1938 szefem Głównego Zarządu Ubezpieczeń Państwowych, od 1938 do lipca 1941 zastępcą dyrektora i dyrektorem Państwowego Muzeum Literatury.
W lipcu 1941, po ataku III Rzeszy na ZSRR, został zastępcą szefa Wydziału Operacyjnego Sztabu 21 Dywizji Milicji Ludowej – 173 Dywizji Strzeleckiej. Od grudnia 1941 do września 1945 był szefem Wydziału Zdobyczy Zarządu Tyłów 33 Armii w stopniu pułkownika.
Od września 1945 do końca tego roku był dowódcą 23 Samodzielnej Brygady do spraw zdobycznego sprzętu, dowódcą brygady myśliwsko-przeciwczołgowej.
W latach 1946–1957 był pracownikiem partyjnym w Moskwie, od 1957 na emeryturze.

## Odznaczenia[1]
- Order Świętego Stanisława II i III klasy
- Order Świętej Anny II, III i IV klasy
- Order Lenina
- Order Czerwonego Sztandaru (1941)
- Order Wojny Ojczyźnianej I klasy
- Order Wojny Ojczyźnianej II klasy
- Order Czerwonej Gwiazdy
- Order „Znak Honoru”

oraz medale.